# Emily Mae Smith
Pour les articles homonymes, voir Smith.
Emily Mae Smith née à Austin au Texas en 1979 est une artiste plasticienne, féministe. Elle vit et travaille à Brooklyn, New York. Elle traite de la question du genre dans ses peintures.

## Biographie
Emily Mae Smith fréquente l'Université du Texas de 1999 à 2001, obtenant un baccalauréat en beaux-arts en 2002. L'Université du Texas lui décerne le prix Roy Crane. En 2005, Emily Mae Smith reçoit la bourse Edward Mazzella Jr. de l'Université Columbia. Sa pratique s'inscrit dans la tradition pop art. Elle s'intéresse au sexe et au genre sous un angle satirique. Le travail de Emily Mae Smith fait référence à l' Art Nouveau, à l'univers Walt Disney et au mouvement Chicago Imagists (en) auquel elle emprunte les couleurs éclatantes, le grotesque, et le décalage. Ses œuvres sont narratives. Elle utilise la technique de la peinture à l'huile et un format affiche.

## Description de son œuvre

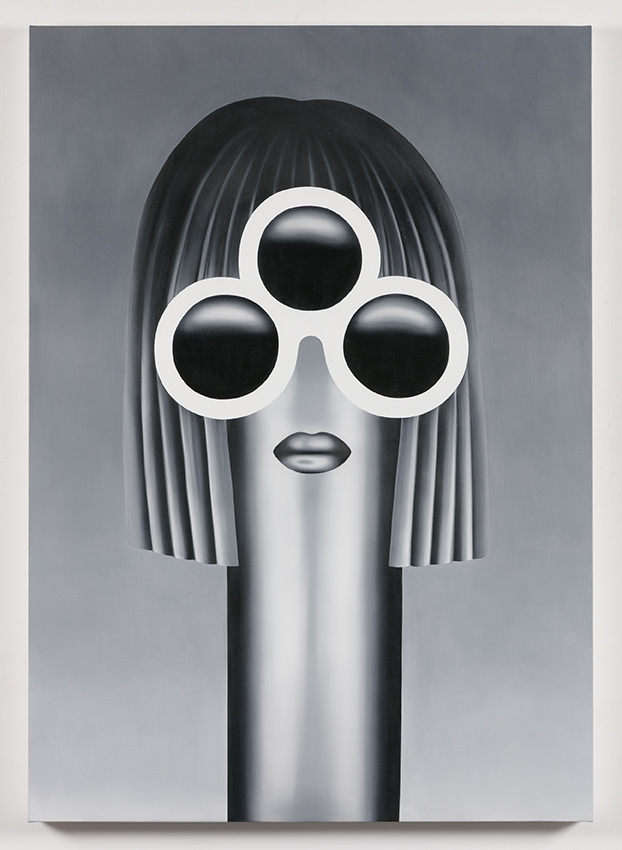
Voir Machine, 2016. Huile sur lin.

Tirant profit du surréalisme et de l'Art nouveau, la série Tesla Girls de Emily Mae Smith explore le corps féminin, le regard masculin et la corporalité. Le titre de l'exposition fait référence au roman de 1995, The Prestige, de Christopher Priest. Dans cette fiction, un scientifique Nikola Tesla construit une machine pour se téléporter. L'invention ne fonctionne pas, elle crée uniquement une copie de l'être à téléporter. Les œuvres Tesla Girls d'Emily Mae Smith traitent du thème de la conformité par rapport à l’original. Emily Mae Smith utilise la planéité et des formes représentant les organes génitaux pour évoquer le genre et la sexualité.

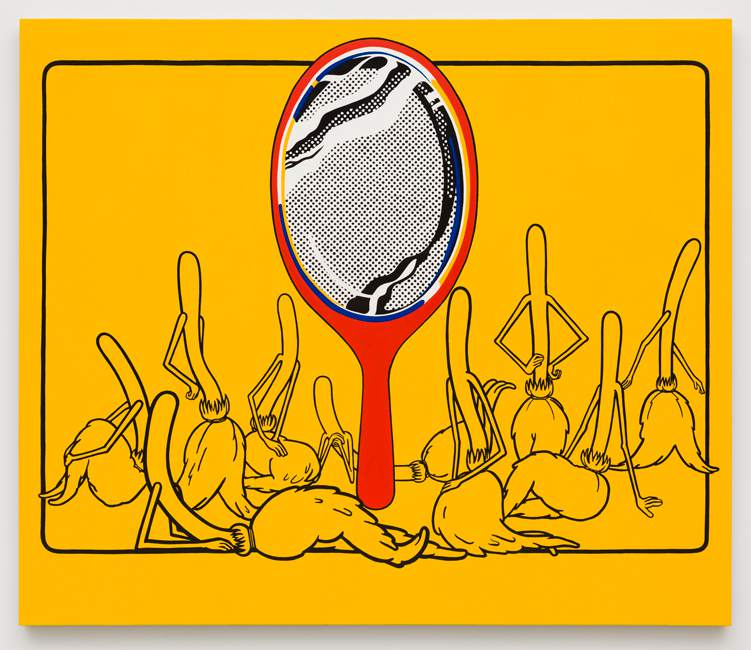
Le miroir, 2015. Huile sur lin.

La série The Studio est nommée d'après le magazine britannique The Studio, fondé en 1893, qui fait le lien entre l'Art nouveau et le mouvement Arts and Crafts. Cette série s'inspire de personnages féminins de Walt Disney. Les personnages de princesse au rôle traditionnel sont représentés par des balais issus du film Fantasia. Les balais représentent à la fois les organes génitaux masculins, le travail domestique des femmes et le rôle traditionnel de celles-ci.

## Expositions personnelles
- Tesla Girls, Rodolphe Janssen, Brussels, Belgium, 2016
- Honest Espionage, Mary Mary, Glasgow, Écosse, 2016
- Medusa, Laurel Gitlen, New York, 2015
- The Sphinx ou The Caress, Simone Subal Gallery, 2017[8]
- Consortium Museum, Dijon, France, 24 Novembre 2018 - 14 Avril 2019